# 大橋光
大橋ヒカル（おおはし ひかる、本名：大橋光（読み同じ）、1975年2月8日 - ）は、日本の男性歌手、シンガーソングライター、舞台俳優、ものまねタレント、B'z軍団のリーダー。石川県金沢市出身。血液型A型。

## 概要
- 2002年に解散した2人組ユニット、BIIR  (東芝EMI※当時)のボーカルである。現在はライヴ活動をメインに、バンドサウンドを主軸としつつも、ソロ・ミュージシャン『大橋ヒカル』として活動中。
- 2017年2月5日にはオリジナル曲のミニアルバム『ばらっどたいむ』を発売し、更に音楽活動の場を広げている。
- 昨年から地方でのワンマンライヴを開催し、音楽活動に力を入れている。
- 俳優としての活動は 、水木英昭プロデュース公演  「眠れぬ夜のホンキートンクブルース」に出演している。
- ものまね長寿番組、ものまねグランプリ(日テレ系)に、B’z軍団のリーダーとして活躍中。2017年秋には、B'z軍団でのライヴを開催した。また他にB'z（稲葉浩志）、Mr.Children（桜井和寿）、ポルノグラフィティ（岡野昭仁）、氷室京介、福山雅治等のものまねを得意とし『ひとりB’z軍団』という独自ネタ等で、ものまねショーの営業も受けている。
- 全国各地のものまねショーを行うショーパブでのステージ出演も毎月行っている。

### 主題歌・挿入歌
- NHK Eテレ－アニメ『クラシカロイド』挿入歌『魔法のアリア』2017年2月11日放送 作詞：つんく Rapアレンジ：U.M.E.D.Y. 作曲：Johann Sebastian Bach 編曲：つんく♂クラシカロイド楽団  歌：大橋ヒカル
- ディズニーチャンネル  The Suite Life on Deck（原題）『スイート・ライフ オン・クルーズ』の日本語吹き替え版の主題歌 歌：大橋光（当時）
- 任天堂3DS ゲームソフト リズム天国 ザ・ベスト＋ の挿入歌『その一粒の大きな涙には』 歌：大橋光（当時）
- ドラマ東芝日曜劇場 『THE DOCTOR』の主題歌 BIIR（ビーツーアール） Vocal…大橋光（当時）

## 出演作品他

### ライヴ 活動
大橋ヒカルLIVE 『光』
2017年8月20日(日)   札幌                        @SAPPORO STAR CLUB
2017年9月10日(日)   岡山   倉敷                @洋食Bambi  3F
2017年12月9日(土)   福井                        @LIVE&BAR 13            

#### 「ばらっどたいむ」
Vol.6       2017年4月9日   @汐留BLUEMOOD
Vol.5       2017年2月5日   @BLUEMOOD
Vol.4       2016年10月30日   @BLUEMOOD
Vol.3       2015年12月11日   @ラドンナ原宿
Vol.2       2015年8月1日  @ ラドンナ原宿
Vol.1       2013年11月15日&17日  @原宿BASE
「ホンキートンク」のホスト一輝(いっき)役    単独ライヴ
2017年7月2日(日)  18時 @汐留bluemood

### テレビ番組
- ものまねグランプリ

### 舞台
- 水木英昭プロデュース   「ホンキートンク」

## CD

### アルバム
1. 『HEART』(2008年5月28日発売)
2. 『ばらっどたいむ』(2017年2月5日発売)

CDシングル
1. 『H』ライヴ会場限定Single CD(2009年11月発売)
2. 『H2』ライヴ会場限定SingleCD(2010年4発売)